# Diagrama de Gantt

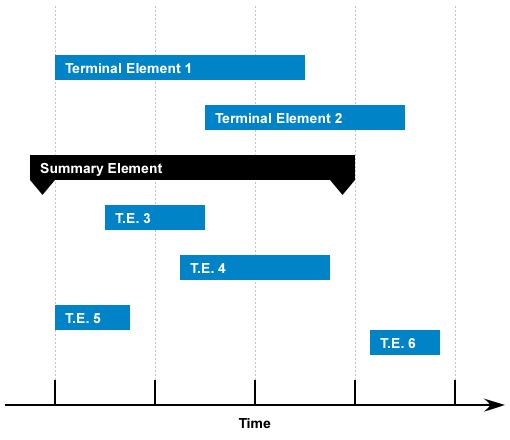
Um exemplo de diagrama de Gantt (em inglês)

O diagrama de Gantt é um gráfico usado para ilustrar o avanço das diferentes etapas de um projeto. Os intervalos de tempo representando o início e fim de cada fase aparecem como barras coloridas sobre o eixo horizontal do gráfico.
Desenvolvido em 1917 pelo engenheiro mecânico Henry Gantt, esse gráfico é utilizado como uma ferramenta de controle de produção. Nele podem ser visualizadas as tarefas de cada membro de uma equipe, bem como o tempo utilizado para cumpri-la. Assim, pode-se analisar o empenho de cada membro no grupo, desde que estejam associados, à tarefa, como um recurso necessário ao desempenho dela.
Associado a esta ideia, está o fato de esta forma de representação gráfica, das atividades de um projeto, permitir, ainda, avaliar os seus custos, resultante do consumo de recursos necessários à conclusão de cada uma de suas tarefas. A forma de balizar o desempenho do projeto, por medição relativa entre o tempo decorrido, e o grau atual de conclusão da tarefa, perante o previsto, e a partir do diagrama de Gantt, permite tirar conclusões sobre o seu desempenho em termos de custo e prazo. Uma das técnicas de balizamento, mais frequentes, e utilizadas para aquele efeito, é chamado de EVM (Earned Value Management).